# Resolução 215 do Conselho de Segurança das Nações Unidas
A Resolução 215 do Conselho de Segurança das Nações Unidas aprovada em 5 de novembro de 1965, após o cessar-fogo exigido pelas resoluções 209, 210, 211 e 214 e concordado pela Índia e Paquistão, o Conselho exigiu que os representantes da Índia e do Paquistão se reunissem com um representante do Secretário-Geral aos horários de propósito para as retiradas. O Conselho instou esta reunião a realizar o mais rapidamente possível e solicitou ao Secretário-Geral que apresentasse um relatório sobre o cumprimento desta resolução.
A resolução é aprovada por nove votos contra dois; A Jordânia e a União Soviética abstiveram-se.